# Agostino Iacobelli
Agostino Iacobelli (Torre del Greco, 22 agosto 1963) è un allenatore di calcio ed ex calciatore italiano, di ruolo centrocampista, tecnico dell'Antella.

## Carriera

### Giocatore
Gioca in tutte le giovanili del Napoli, fino a vincere il Campionato Primavera 1978-1979. Debutta poi in prima squadra, collezionando complessivamente 12 presenze con la società partenopea dal 1981 al 1983, per poi passare alla Pistoiese in Serie B, dove resta un anno finito con la retrocessione in Serie C.
Nell'estate 1984 si trasferisce al Catanzaro. Vi rimane per quattro stagioni, conquistando la promozione in Serie B nel campionato 1984/85, a cui segue la retrocessione in Serie C, sfiorando quella in Serie A nella stagione 1987-1988
L'anno seguente gioca in Serie B con l'Empoli, con cui retrocede in Serie C1 dopo lo spareggio perso col Brescia. Nella stagione 1989-1990 disputa 5 gare in Serie B con l'Avellino prima di passare, ad ottobre, all'Udinese, squadra con cui disputa 13 partite in Serie A.
Nella stagione 1989-1990 conquista la promozione in Serie A con la Cremonese, rimanendo ai grigiorossi nell'annata successiva, nella quale gioca 23 partite segnando 2 reti (una contro il Milan). A fine stagione, con la formazione lombarda retrocede in Serie B.
Inizia la stagione 1992-1993 col Siena in Serie C1, per poi trasferirsi nel mercato autunnale al Piacenza. Qui disputa 15 gare ed ottiene la sua seconda promozione nella massima serie, la prima nella storia della società emiliana. Rimane al Piacenza nelle due stagioni successive, collezionando una retrocessione al termine della stagione 1993-1994 e una nuova promozione nella stagione successiva.
Nella stagione 1995-1996 gioca nell'Ancona, in Serie B, con cui retrocede in Serie C. L'anno dopo gioca con la Reggina, fra i cadetti, e conclude la carriera nel 1998 al Tricase, in serie C2.
In carriera ha totalizzato 72 presenze e 5 reti in Serie A, 191 presenze e 6 reti in Serie B.

### Allenatore
Inizia da vice-allenatore di Vincenzo Guerini, suo allenatore a Catanzaro e Reggio Calabria, con Ternana, Catania, Siena.
Nella stagione 2002-2003 ha il primo incarico da allenatore: la Berretti dell'Arezzo. Dopo allena la Sansovino in Serie C2 e salva la squadra senza play-out. L'anno seguente subentra a marzo alla Vis Pesaro, ultima in classifica; la squadra con Iacobelli resta ultima in classifica e retrocede in Serie C2 alla penultima giornata.
Nella stagione 2005-2006 subentra a novembre all'Ancona in Serie C2, rimanendo dalla decima alla ventinovesima giornata. Raccoglie 31 punti in 20 partite e viene esonerato dopo la sconfitta contro il Sassuolo, a seguito di 8 risultati utili consecutivi (4 vittorie e 4 pareggi).
Dal 2006 al 2009 è al Cuoiopelli Cappiano, in Serie C2. Nei primi due anni ottiene due salvezze; nel 2009 arriva la retrocessione dopo i play-out persi col Bellaria.
A ottobre 2010 diventa allenatore del Real Rimini girone F di Serie D, e a febbraio è esonerato.
Nel luglio 2011 siede in Promozione sulla panchina dell'A.S.D. O'Range Chimera Arezzo, squadra dilettantistica nell'orbita dell'Arezzo.
Il 25 novembre 2013 è ingaggiato sulla panchina del Bellaria Igea Marina al posto di Pasquale Catalano che ha svolto le funzioni di allenatore ad interim. Iacobelli, reduce dalla sconfitta in casa col Mantova (0-4), è esonerato il 9 gennaio 2014 dopo 6 sconfitte in altrettante gare di campionato e il penultimo posto in classifica.
Il 29 luglio 2014 diventa allenatore degli Allievi Nazionali della Fiorentina fino a fine stagione. Nel febbraio 2016 subentra a Rosolino Puccica sulla panchina della Pianese, squadra toscana di Serie D. Nel marzo 2017 si dimette dal ruolo di allenatore della Pianese per divergenze societarie, con la squadra in una posizione tranquilla di campionato, e il 12 giugno successivo viene ufficializzato come nuovo allenatore della Sangiovannese. La squadra, ripescata in Serie D e costruita per salvarsi, vive una stagione al di sopra delle aspettative, arrivando addirittura a disputare i playoff a fine campionato.
Nella stagione successiva subentra come allenatore dell'Aglianese, con la squadra terzultima e a soli tre lunghezze dall'ultima piazza. Si salva a fine campionato senza passare dai playout. Nella stagione 2019-2020 viene esonerato dopo 7 partite, 2 vittorie 3 pareggi e 2 sconfitte, con la squadra a metà classifica, obiettivo stagionale dichiarato dalla società.
Nel 2020 assume la guida della Sangiovannese. Dopo una prima salvezza tranquilla, nella stagione successiva viene sollevato dall'incarico il 7 marzo 2022, con la squadra in lotta per evitare i playout. 
Il 19 maggio 2022 la Sinalunghese, società toscana di eccellenza, comunica che dal 1º luglio seguente gli sarà affidata la guida della prima squadra. L'8 Maggio 2023 la dirigenza, con un comunicato sui propri canali, annuncia che il contratto del tecnico non verrà rinnovato per la stagione 2023-24.
Il 2 dicembre 2023 viene ufficialmente annunciato come nuovo allenatore del Cenaia, squadra toscana di Serie D. Dopo la retrocessione in Eccellenza non viene confermato.
Il 6 marzo 2025 viene ufficialmente annunciato come nuovo allenatore dell'Antella, squadra iscritta al torneo toscano di Eccellenza, collocata in zona playout. In 5 giornate ottiene 11 punti (3 vittorie e 2 pareggi), ma non riesce a evitare i playout. Il 13 aprile seguente, nello spareggio per non retrocedere, la sua squadra batte la Sinalunghese per 5-2 e raggiunge la salvezza. Risultato quest' ultimo che gli vale la conferma per la stagione successiva.

## Palmarès

### Giocatore

#### Competizioni giovanili
- Campionato Primavera: 1

Napoli: 1978-1979

#### Competizioni nazionali
- Campionato italiano Serie C1: 1

Catanzaro: 1986-1987
- Campionato italiano di Serie B: 1

Piacenza: 1994-1995